# Хитон, Чарли
Ча́рли Росс Хи́тон (англ. Charlie Ross Heaton; род. 6 февраля 1994, Бридлингтон, Йоркшир и Хамбер) — английский актёр и музыкант. Наиболее известен по роли Джонатана Байерса в сериале «Очень странные дела».

## Ранняя жизнь
Хитон родился 6 февраля 1994 года Лидсе, Уэст-Йоркшир. Его воспитывала мать в муниципальном поместье в Бридлингтоне , небольшом прибрежном городке в Йоркшире. У Хитона также есть старшая сестра Леви, которая также является актрисой.

## Карьера
После переезда в Лондон в возрасте 16 лет, Хитон присоединился к нойз-рок группе Comanechi в качестве барабанщика и гастролировал с ними больше года.
В 2015 году Хитон дебютировал на телевидении в криминально-драматическом телесериале ITV «Последствия», сыграв Гэри Маккриди. Он также появился в роли Райли в телесериале ITV «Вера». Он сыграл роль Джейсона Уэйкотта телесериала BBC One «Катастрофа». В 2014 году Хитон появился в фильме «Взаперти» с Наоми Уоттс и Оливером Платтом в главных ролях.
Начиная с 2016 года, Хитон исполняет одну из главных ролей в сериале Netflix «Очень странные дела».
В мае 2017 года Хитон присоединился к актёрскому составу фильма «Новые мутанты» в роли Сэма Гатри / Пушечного ядра, основанному на одноимённом комиксе Marvel Comics.

## Личная жизнь
У Хитона есть сын Арчи (род. 2014) от прошлых отношений с барабанщицей Comanechi Акикой Мацуурой.
С 2016 года встречается с партнёршей по сериалу «Очень странные дела» Наталией Дайер.
В октябре 2017 года Хитону было отказано во въезде в США, куда он направлялся на премьеру второго сезона «Очень странных дел», из-за найденных в его багаже следов кокаина. Он не был арестован, однако был депортирован обратно в Лондон. Хитон отверг обвинения в хранении и использования наркотика.

## Фильмография
| Год          |     | Русское название         | Оригинальное название           | Роль                         |
| ------------ | --- | ------------------------ | ------------------------------- | ---------------------------- |
| 2014         | кор | Жизнь требует мужества   | Life Needs Courage              | Чарли                        |
| 2015         | с   | Последствия              | DCI Banks                       | Гэри Маккриди                |
| 2015         | с   | Вера                     | Vera                            | Райли                        |
| 2015         | кор | Школьник                 | The Schoolboy                   | Майкл Стивенс                |
| 2015         | с   | Катастрофа               | Casualty                        | Люк Дикинсон/Джейсон Уэйкотт |
| 2015         | ф   | Восхождение пехотинца 2  | Rise of the Footsoldier Part II | Дилер                        |
| 2015         | ф   | Урбан и гаражная команда | Urban and the Shed Crew         | Фрэнк                        |
| 2016         | ф   | Как есть                 | As You Are                      | Марк                         |
| 2016         | ф   | Взаперти                 | Shut In                         | Стивен Портман               |
| 2016 — н. в. | с   | Очень странные дела      | Stranger Things                 | Джонатан Байерс              |
| 2017         | кор | Исполнители: Акт III     | The Performers: Act III         | персонаж Боуи                |
| 2017         | ф   | Обитель теней            | Marrowbone                      | Билли Мэроубоун              |
| 2020         | ф   | Новые мутанты            | The New Mutants                 | Сэмюэль Гатри/Пушечное ядро  |
| 2020         | с   | Родственные души         | Soulmates                       | Курт Шеппард                 |
| 2021         | ф   | Без будущего             | No Future                       | Уилл                         |
| 2021         | ф   | Сувенир: Часть 2         | The Souvenir Part II            | Джим Даггер                  |
| 2024         | ф   | Билли Найт               | Billy Knight                    | Алекс Хаббс                  |

## Награды и номинации
| Год  | Премия                         | Категория                                       | Номинация за        | Результат | Примечания |
| ---- | ------------------------------ | ----------------------------------------------- | ------------------- | --------- | ---------- |
| 2017 | Премия Гильдии киноактёров США | Лучший актёрский состав в драматическом сериале | Очень странные дела | Победа    | [ 20 ]     |
| 2018 | Премия Гильдии киноактёров США | Лучший актёрский состав в драматическом сериале | Очень странные дела | Номинация | [ 21 ]     |
| 2018 | CinEuphoria Awards             | Лучший актер второго плана                      | Как есть            | Номинация | [ 22 ]     |
| 2018 | CinEuphoria Awards             | Лучший дуэт                                     | Как есть            | Номинация | [ 22 ]     |
| 2018 | Teen Choice Awards             | «Похититель сцены»                              | Очень странные дела | Номинация | [ 23 ]     |
| 2020 | Премия Гильдии киноактёров США | Лучший актёрский состав в драматическом сериале | Очень странные дела | Номинация | [ 24 ]     |